# Guilbert de Lannoy
Guilbert de Lannoy, noto anche come Gilbert de Lannoy (1386 – 1462), è stato un cavaliere medievale fiammingo, ciambellano del duca Filippo III di Borgogna detto il buono, governatore di Sluys, e appartenente all'ordine dei Cavalieri del toson d'oro.

## Biografia
Svolse numerose missioni diplomatiche in Francia, Inghilterra, Prussia, Polonia, Lituania e fu tra in principali negoziatori del trattato di Troyes nel (1420). Nel 1421 venne mandato in Palestina dal re Enrico V d'Inghilterra per verificare la possibilità di riconquistare e ricreare il regno cristiano di Gerusalemme. A proposito di tale viaggio ebbe modo di scrivere un racconto delle sue esperienze, chiamato: Les Plerinages de Surye et de Egipte, pubblicato postumo nel 1826.